# Jilinoraphidia dalaziensis
Jilinoraphidia dalaziensis là một loài côn trùng trong họ Mesoraphidiidae thuộc bộ Raphidioptera. Loài này được Hong & Chang miêu tả năm 1989.